# Равич, Иосиф Ипполитович
 Иосиф Ипполитович Равич  (4 апреля 1822, Слуцк, Российская империя — 9 сентября 1875, Санкт-Петербург, Российская империя) — русский учёный в области ветеринарии, один из организаторов ветеринарного образования в России, действительный статский советник, ординарный профессор Санкт-Петербургской Императорской медико-хирургической академии.

## Биография
Происходил из бедной еврейской мещанской семьи. В 1846 году Равич поступил на ветеринарное отделение Императорской медико-хирургической академии, где и окончил курс в 1850 году со званием ветеринарного врача; 5-го ноября того же года он был назначен ветеринаром в резервную бригаду 3-й легкой кавалерийской дивизии, 30-го ноября переведен в л.-гв. Гродненский гусарский полк ветеринарным помощником, 21-го апреля 1851 года назначен ветеринарным врачом в л.-гв. Уланский полк, 11-го сентября перемещен в Кавалергардский полк, а 20-го ноября того же года вновь переведен в Уланский полк.
3-го августа 1853 года Равич прикомандирован был к ветеринарной клинике Медико-Хирургической Академии для выдержания экзамена на степень магистра ветеринарных наук, что он с успехом и выполнил в течение нескольких месяцев. Крымская кампания лишила его возможности покончить в это же время с магистерской диссертацией, так как 16-го марта 1854 года Равич снова возвратился в Уланский полк и только 20-го февраля 1856 года был признан магистром ветеринарных наук советом Дерптского Ветеринарного Института, после защиты диссертации «Об остром ревматизме суставов у лошадей».
4-го февраля 1857 года Р. был назначен старшим ветеринаром 6-го армейского корпуса, а 15-го октября 1858 года прикомандировался к штабу отдельного гвардейского корпуса. Желая поднять ветеринарное образование в России, Дубовицкий, бывший в то время президентом Медико-Хирургической Академии, обратил внимание на преобразование ветеринарного отделения Академии. Прежде всего необходимо было увеличить преподавательский состав, так как преподавание многих предметов сосредоточивалось в одних руках. Равич, сознавая свои силы и зная об этой недостаточности преподавательского персонала, решился искать доцентуры в Академии.
В 1859 году он прочел пробную лекцию «О сущности и патологических изменениях сапа у лошадей», получил звание приват-доцента и был оставлен при Академии впредь до открытия штатного места преподавателя. Вместе с тем ему было поручено чтение лекции ветеринарным студентам по зоофизиологии и зоопатологии. 27-го сентября 1860 г. Равич был командирован для усовершенствования в науках на два года за границу, где слушал курсы нормальной гистологии у профессора Келликера и патологической анатомии у профессора Ферстера в Вюрцбурге.
4-го марта 1861 года он переехал в Берлин, где занимался изучением патологической анатомии у профессора Вирхова, и прослушал курсы: физиологической химии у доктора Кюне, физиологии у Дюбуа-Реймона и сравнительной анатомии у профессора Рейхарта. Кроме того, он занимался специальными предметами в Берлинской ветеринарной школе.
Из Берлина Р. переехал в Вену, где оставался до января 1862 года и где занимался патологическою зоотомиею в ветеринарном институте и посещал лекции Брюкке и Людвига по гистологии и физиологии. В начале 1862 года Р. занимался гистологией у профессора Функе во Фрейбурге, а затем посещал Альфартовскую ветеринарную школу и слушал лекции у Клод-Бернара в Париже. На обратном пути в Россию Равич посетил Штутгартский, Мюнхенский и Дрезденский ветеринарные институты.
По возвращении из-за границы Р. начал преподавать ветеринарным студентам зоогистологию, зоофизиологию, общую патологию и патологическую зоотомию. В 1864 году он был избран экстраординарным профессором, причем ему поручено было, кроме преподаваемых им предметов, читать ещё лекции по эпизоотологии не только для ветеринаров, но и для медицинских студентов. В 1864 году совет Петровской Земледельческой Академии (около Москвы), принимая во внимание труды и многостороннюю деятельность Равича, пригласил его занять в названной Академии кафедру зоотехнии, со званием ординарного профессора. Равич согласился на это предложение, однако переход не состоялся, так как Дубовицкий исходатайствовал ему добавочное содержание и напомнил о предстоявшем преобразовании ветеринарного отделения Академии.
8-го апреля 1867 года он был избран ординарным профессором и оставался в этой должности по день своей смерти. В 1869 году, вследствие разделения кафедр, Равич стал преподавать только общую зоопатологию и эпизоотологию с ветеринарною полициею. В 1872 году он был назначен заведывающим ветеринарным отделением Академии. Будучи научно образованным и выдающимся по своим способностям человеком, Р. выделялся из ряда других ветеринарных деятелей и потому обратил на себя внимание и завоевал видное положение. Не упуская ни единого случая, он разъяснял значение ветеринарии в государстве и неотложную потребность в хорошо подготовленных ветеринарах. Благодаря энергии и настойчивости Равича и тому уважению, каким он пользовался, ему удалось найти средства к постройке нового здания Ветеринарного Института и в значительной мере способствовать преобразованию ветеринарной части в Академии.
В 1872 году его стараниями был устроен ветеринарный отдел на Всероссийской политехнической выставке в Москве; по его же настоянию было ассигновано до трех тысяч рублей на приобретение с выставки разных предметов: коллекции хирургических, ветеринарных инструментов и снарядов, употребляемых в ветеринарной практике, для кабинетов и музея ветеринарного отделения Академии. Относительно преподавательской деятельности профессора Равича нельзя не отметить, что его лекции по различным предметам отличались талантливым изложением и демонстративностью. Читая лекции по зоофизиологии и зоопатологии, он не только знакомил слушателей с сущностью процессов кровообращения, пищеварения и т. д., но и сопровождал свои лекции опытами над животными, чего раньше никто из ветеринарных преподавателей не делал. Он был поклонником воззрений Вирхова на патологические изменения в тканях организма, и первый познакомил русских ветеринаров с доктриной целлюлярной патологии. Благодаря всему этому, лекции Равича привлекали студентов различных курсов. Особенно интересными были его лекции по тем отделам эпизоотологии, которые были разработаны им самим, а именно: по чуме рогатого скота, по сапу и сибирской язве.
Преподавательская деятельность Равича не ограничивалась только Академией; в 60-х годах он преподавал иппологию в Николаевском кавалерийском училище. Состоя с 15-го октября 1864 года по 26-e января 1871 года председателем Общества ветеринарных врачей в С.-Петербурге, Р. дал научное направление этому Обществу. Не проходило почти ни одного заседания Общества, чтобы он не делал какого-либо научного сообщения по поводу того или другого возникавшего в заседаниях Общества вопроса, сопровождая эти сообщения, при всякой возможности, интересными демонстрациями. Равич был неутомимым пропагандистом ветеринарных наук и всюду распространял убеждение о важности их для России. Так, например, он неоднократно делал сообщения о повальных и заразительных болезнях домашних животных в Вольно-Экономическом Обществе и Сельскохозяйственном Музее Министерства Государственных Имуществ и привлекал своим живым, талантливым изложением значительное число слушателей. Кроме того, он делал доклады по эпизоологии в собраниях сельских хозяев Петербурга в Москвы. По прекращении издания журнала «Записки Ветеринарной медицины», в Обществе ветеринарных врачей возникла мысль об издании нового повременного ветеринарного органа. Равич с энергией взялся за это дело. Он ходатайствовал по этому вопросу в Ветеринарном Комитете, который и дал средства на издание «Архива Ветеринарных наук». Основателем и первым руководителем названного журнала явился сам P., который и был назначен в 1871 году редактором журнала.
Пользуясь доверием высших административных учреждений, заведовавших ветеринарною частью в Империи, как ученый и дельный специалист, Равич выполнил значительное число командировок научного и научно-административного характера, преимущественно по поручению Министерства Внутренних Дел. Так, в 1863 г., состоя членом Высочайше учрежденного комитета по устройству ветеринарной части и о мерах против скотских падежей в империи, он был командирован в Петербургскую и смежные с нею губернии, для принятия мер против сибирской язвы. В том же году он был отправлен, для поверки опытов чумопрививания, в чумопрививательные институты Херсонской и Оренбургской губернии. В 1870 году Равич объезжает разные губернии России, с целью исследовать причины и способы распространения чумы рогатого скота. В 1874 году Равичу опять поручают борьбу с чумой, для чего он едет в Полтавскую и соседние с нею губернии, а также и в Карловку, имение великой княгини Екатерины Михайловны, где ставить контрольные опыты чумопрививания.
Кроме командировок внутрь империи, Равича часто отправляли в заграничные командировки; первый раз, в 1865 году, он ездил в Цюрих, где был представителем России на международном конгрессе ветеринаров (здесь он был избран вторым вице-президентом); в 1872 г. — в Вену на международную конференцию по изысканию общих мер против развития и распространения чумы рогатого скота; через три года он совершил вторичную поездку в Вену, в качестве члена комиссии по составлению проекта санитарных правил для торговли скотом, пригоняемым из России в Австро-Венгрию. На всех этих конгрессах Равич показал себя весьма знающим ветеринаром и энергично отстаивал интересы России. За свою деятельность Р. был избран (19-го ноября 1869 г.). Дерптским ветеринарным институтом в почетные члены, за время административной деятельности Равич состоял членом многих ветеринарных и медицинских комиссий. Так в 1867 году он был назначен совещательным членом Медицинского Совета, в следующем году был назначен непременным членом вновь учрежденного Ветеринарного Комитета при Министерстве Внутренних Дел, в учреждении и организации которого принимал самое деятельное участие. Кроме этого комитета, Равичу же обязан своим появлением проект особого ветеринарного отделения при Медицинском Департаменте с особым вице-директором из ветеринаров. Проект этот хотя и получил одобрение; но не был утвержден Государственным Советом, ввиду того что, по его мнению, надо было сначала основать провинциальные ветеринарные отделения, а уж потом объединять их в центральном управлении. В 1869 г. Р. был назначен старшим ветеринаром в управлении главного медика и пробыл в этой должности год, после чего был назначен совещательным членом Военно-медицинского Ученого Комитета.
В 1875 г., по окончании занятий в международной комиссии и Вене, Р. заехал в Мариенбад, чтобы отдохнуть и полечиться, но здесь почувствовал себя настолько плохо, что должен был вернуться в Петербург, куда и был привезен полуживым в начале августа. Несмотря на принятые меры, вылечить Равича не удалось: он скончался 9-го сентября 1875 г.
Похоронен на Выборгском католическом кладбище. На могиле установлен бронзовый бюст.
Дочь — Вера Иосифовна Шифф, математик.

## Труды
Литературная деятельность Равича была очень разнообразна; кроме редактирования «Архива ветеринарных наук», он написал много научных сочинений, наиболее важные из которых вышли отдельными изданиями. Те же, которые он писал в виде небольших статей, печатались им в следующих журналах: в «Записках ветеринарной медицины», «Военно-медицинском журнале», «Журнале министерства государственных имуществ», «Архиве судебной медицины», «Трудах императорского вольно-экономического общества» и пр. Заметки по ветеринарным вопросам он помещал в общей прессе: «С.-Петербургских Ведомостях», «Северной Почте», «Петербургском Листке». Важнейшие труды Равича следующие. «О распознавании и лечении ревматических болезней у лошадей», диссертация, Дерпт, 1856 г.; «Острый ревматизм суставов у лошадей» — «Записки ветеринарной медицины» 1857 г.; «Диагностика мыта и сапа у лошадей» — «Военно-медицинский журнал» 1857 г.; «Уремия. Производство нафротомии» — там же, 1863 г.; «Критический обзор чумопрививания» — там же, 1863 г.; «Новейшие анатомо-патологические исследования чумы рогатого скота» — там же, 1864 г.; «К вопросу о чумопрививании» — «Журнал минист. государств. имущ.», 1864 г.; «Доктор Давэн и его бактерии» — «Архив судебной медиц. и обществ. гигиены» 1865 г.; «Курс учения о повальных и заразительных болезнях домашних животных (повальные катарры и дифтериты)» — «Военно-медицинский журнал», 1866 г. и отдельное издание того же года; Полный курс гиппологии, 2 части; СПб. 1866 г.; «Специфические воспаления слизистых оболочек и кожи у домашних животных» — «Военно-медиц. журн.» 1868—1869 гг., издано отдельно в 1869 году; «К учению о гнилостном заражении» — там же, 1870 г.; "О чумопрививании (отчет о 1-й выставке рогатого скота в 1870 г.); «К учению о лихорадке» — «Архив ветеринарн. наук», 1871 г.; «К вопросу о месте зарождения чумы рабочего скота» — там же, 1871 г.; «Современное учение о контагии и миазме» — там же, 1871—1872 гг.; «Отчет о международной конференции, бывшей в Вене, по вопросу о мерах против распространения чумы рогатого скота» — там же, 1872 г.; «Руководство к изучению патологии и терапии инфекционных и заразительных болезней домашних животных и ветеринарной полиции» — там же, 1873 г. и издано отдельно, СПб., 1873 г.; «Руководство к изучению общей патологии домашних животных» — там же, 1874 г. и издано отдельно, СПб., 1875 г.; «К вопросу о строении и росте копытного рога» — там же, 1874 г.; "Zur Lehre von putriden Infection und deren Beziehung zum sogenannten Milzbrande. Experimentelle und microscopische Untersuchungen. Berlin 1872; «Typhoiden Krankheiten der Hausthiere» — «Wurzbur. Med. Leit.» 1861; «Die Scrophulosis und Tuberculosis bei den Hausthieren» — «Magasin Gurltа» 1862; «Die Pathogenese des Rotzkrankheits» — «Virchows Arch.» 1862; «Ueber den Einfluss des nervi vagi auf die Magenbewegund» — «Archiv fur Anat. und Physiol.» 1862; «Die kasige Metamorphose» — «Virch. Arch.» 1864; «Die Musculatur des Oesophagus» — «Virch. Arch.» 1864; «Neue Untersuchungen uber die pathologische Anatomie des Rinderpest» 1865. «Вестник Общественной Ветеринарии» 1894 г., № 6, стр. 174—178; В. Е. Воронцов, Историческ. очерк кафедры эпизоотологии и бывшего ветеринарного отделения Имп. Медико-Хир. Академии, СПб. 1898 г., стр. 99—108; «Архив Ветеринарных Наук», 1875 г., № 3, стр. 1—16; "История Имп. Военно-Мед. Академии за сто лет, под ред. проф. Ивановского, СПб. 1898 г ; Вальдман и Неготин, Альбом имматрикулирированных в Дерптск. ветерин. Инст., Юрьев 1898 г., стр. 327; Русский энциклоп. словарь, изд. проф. И. Березиным, отд. IV, т. I, СПб. 1876 г., 8°, стр. 21. Пятидесятилетие Общества Ветеринарных Врачей в С.-Петербурге, вып. I, СПб. 1896 (с портретом P.); «Труды Имп. Вольно-Экономич. общества» 1875 г., т. 3, № 1, стр. 122; «Голос» 1875 г., № 253; «Гражданин» 1876 г., № 4; «Петербургский Листок» 1875 г., № 157 и 158; «Иллюстр. Неделя» 1875 г., № 37, стр. 591; «СПб. Вед.», 1875, 14 сент. Н. Кульбин.